# ستيوارت إليوت (فارس)
ستيوارت إليوت (بالإنجليزية: Stewart Elliott)‏ هو فارس كندي وأمريكي، ولد في 1 مارس 1965 في تورونتو في كندا.